# Stanisław Łyżwiński
Stanisław Józef Łyżwiński (ur. 6 maja 1954 w Skaryszewie) – polski polityk, związkowiec, rolnik, przedsiębiorca, poseł na Sejm IV i V kadencji (2001–2007).

## Życiorys

### Działalność do 2001
W 1974 ukończył zasadniczą szkołę rolniczą. W 2004 został absolwentem liceum dla pracujących.
Od 1975 prowadził wraz z żoną Wandą 30-hektarowe gospodarstwo rolne w Hucie Skaryszewskiej koło Radomia. Prowadził również własną działalność gospodarczą. Założył kilka firm, zajmujących się m.in. przetwórstwem pierza, produkcją kostki brukowej i działalnością usługową dla rolnictwa. W latach 80. należał do Polskiego Związku Łowieckiego. Był prezesem koła łowieckiego w Radomiu.
W latach 1975–1982 należał do Zjednoczonego Stronnictwa Ludowego. Z ramienia tej partii sprawował w okresie 1976–1985 funkcję radnego Rady Narodowej Skaryszewa. W wyborach parlamentarnych w 1993 bez powodzenia kandydował do Sejmu z 11. miejsca listy Bezpartyjnego Bloku Wspierania Reform w województwie radomskim (otrzymał 347 głosów). Następnie wstąpił do Socjaldemokracji Rzeczypospolitej Polskiej, a później do Sojuszu Lewicy Demokratycznej. Zasiadał we władzach powiatowych tych partii w Radomiu. W 1995 został członkiem Związku Zawodowego Rolnictwa „Samoobrona”, którego był wiceprzewodniczącym. W 2000 zasiadł w prezydium i radzie krajowej Samoobrony RP.

### Lata 2001–2005
W wyborach w 2001 został, liczbą 9080 głosów wybrany na posła IV kadencji z okręgu piotrkowskiego. W latach 2001–2005 pełnił funkcję wiceprzewodniczącego sejmowej Komisji Administracji i Spraw Wewnętrznych. Był też członkiem Komisji Ochrony Środowiska, Zasobów Naturalnych i Leśnictwa.
W złożonym w 2001 oświadczeniu lustracyjnym przyznał się, że był świadomym i tajnym współpracownikiem organów bezpieczeństwa. Według jego tłumaczeń został zarejestrowany przez funkcjonariuszy SB, jednak nie wykonywał żadnych czynności dla tej instytucji. W 2002 Andrzej Lepper powołał go na opiekuna Ogólnopolskiej Młodzieżowej Organizacji Samoobrony RP.
W 2003 został obserwatorem, a od 1 maja do 19 lipca 2004 pełnił funkcję posła do Parlamentu Europejskiego, zasiadał w Komisji Gospodarczej i Walutowej Europarlamentu. W październiku 2003 Sąd Rejonowy w Radomiu skazał go na karę 5 tys. zł grzywny za udaremnienie egzekucji komorniczej. Wyrok ten został w lutym 2004 uchylony przez Sąd Okręgowy, a sprawa skierowana do ponownego rozpoznania. W grudniu 2004 ponownie rozpatrujący tę sprawę Sąd Rejonowy uniewinnił go od popełnienia stawianego mu zarzutu. W październiku 2003 został również skazany przez Sąd Rejonowy w Radomiu na karę 12 tys. zł za oszustwa podatkowe popełnione wraz z żoną. W marcu 2004 Sąd Okręgowy utrzymał w mocy wyrok skazujący, jednocześnie zmniejszając wysokość grzywny o 3 tys. zł. Również w 2004 objął funkcję przewodniczącego Samoobrony RP w województwie łódzkim.

### Działalność od 2005
W wyborach w 2005, otrzymawszy 21 101 głosów, uzyskał ponownie mandat poselski. Od 2005 do 2006 pełnił funkcję wiceprzewodniczącego klubu parlamentarnego Samoobrony RP oraz koordynatora struktur partii w województwie małopolskim. W latach 2005–2007 był wiceprzewodniczącym Komisji Łączności z Polakami za Granicą. W grudniu 2006 został wykluczony z Samoobrony RP w związku z tzw. seksaferą w Samoobronie, pozostając w jej klubie parlamentarnym oraz we władzach ZZR „Samoobrona”.
W sierpniu 2007 Sejm uchylił mu immunitet. Wieczorem 23 sierpnia 2007 przebywający w gdańskim szpitalu Stanisław Łyżwiński został zatrzymany przez funkcjonariuszy policji. 24 sierpnia 2007 prokurator Prokuratury Okręgowej w Łodzi przedstawił posłowi siedem zarzutów, m.in.: oferowania byłej radnej łódzkiego sejmiku i byłej dyrektor jego biura poselskiego Anecie Krawczyk pracy w zamian za korzyść osobistą (o charakterze seksualnym), zmuszania jej i dwóch innych kobiet do usług seksualnych, nakłaniania Anety Krawczyk do dokonania aborcji, zgwałcenia radnej rady powiatu tomaszowskiego oraz podżegania do porwania i przetrzymywania jako zakładnika byłego wspólnika w celu zmuszenia go do spłaty długu. Polityk nie przyznał się do popełnienia zarzucanych mu czynów. 26 sierpnia 2007 Stanisław Łyżwiński został na mocy postanowienia Sądu Okręgowego w Łodzi tymczasowo aresztowany. W wyborach w 2007 nie ubiegał się o reelekcję.
W 2009 w Sądzie Rejonowym w Tomaszowie Mazowieckim rozpoczął się proces, w którym został oskarżony o wyłudzenie 60 tys. zł na szkodę Kancelarii Sejmu. W 2010 postępowanie zawieszono ze względu na zły stan zdrowia Stanisława Łyżwińskiego.
11 lutego 2010 po trwającym od maja 2008 procesie karnym Sąd Okręgowy w Piotrkowie Trybunalskim uznał Stanisława Łyżwińskiego za winnego wszystkich zarzucanych mu czynów i skazał go na karę łączną 5 lat pozbawienia wolności oraz grzywnę. Tego samego dnia sąd ten uchylił stosowany dotąd wobec niego środek zapobiegawczy w postaci tymczasowego aresztowania. Obrońcy Stanisława Łyżwińskiego złożyli apelację od wyroku. W trakcie przebywania Stanisława Łyżwińskiego w areszcie jego żona, adwokaci oraz niektórzy dziennikarze i politycy (m.in. eurodeputowany Janusz Wojciechowski) wskazywali na drastyczne pogorszenie jego stanu zdrowia (skutkujące m.in. koniecznością poruszania się na wózku inwalidzkim) oraz poddawali krytyce prowadzenie procesu w tych okolicznościach (m.in. część rozpraw odbywała się w areszcie z uwagi na brak możliwości transportu oskarżonego do budynku sądu).
W marcu 2011 Sąd Apelacyjny w Łodzi skierował do ponownego rozpoznania sprawę Stanisława Łyżwińskiego w zakresie zarzutów wykorzystywania seksualnego Anety Krawczyk i drugiej z działaczek partii wspólnie i w porozumieniu z Andrzejem Lepperem i jednocześnie utrzymał w mocy skazujący go wyrok w zakresie 5 pozostałych zarzutów (wszystkich, które dotyczyły tylko Stanisława Łyżwińskiego, w tym zgwałcenia). Sąd ten orzekł w tym zakresie nową karę łączną do 3 lat i 6 miesięcy pozbawienia wolności, zaliczając mu na jej poczet okres tymczasowego aresztowania. W lipcu 2011 został przedterminowo zwolniony z odbywania reszty orzeczonej kary. Miesiąc później współoskarżony Andrzej Lepper popełnił samobójstwo, co skutkowało umorzeniem postępowania w tym zakresie. W styczniu 2012 Sąd Najwyższy uchylił wyrok Sądu Apelacyjnego w zakresie czterech z pięciu zarzutów, utrzymując go co do przestępstwa podżegania do porwania (za co ostatecznie wymierzono karę 1 roku i 3 miesięcy pozbawienia wolności) i jednocześnie kierując sprawę do ponownego rozpoznania przez sąd odwoławczy w pozostałym zakresie. Postępowania karne wobec Stanisława Łyżwińskiego zostały zawieszone z uwagi na zły stan jego zdrowia.

## Życie prywatne
Żonaty z Wandą Łyżwińską, również posłanką dwóch kadencji. Mają dwóch synów.

## Wyniki wyborcze
| Wybory | Komitet wyborczy | Komitet wyborczy                    | Organ            | Okręg | Wynik          |
| ------ | ---------------- | ----------------------------------- | ---------------- | ----- | -------------- |
| 1993   |                  | Bezpartyjny Blok Wspierania Reform  | Sejm II kadencji | nr 37 | 347 (0,13%)    |
| 2001   |                  | Samoobrona Rzeczpospolitej Polskiej | Sejm IV kadencji | nr 10 | 9080 (3,72%)   |
| 2005   |                  | Samoobrona Rzeczpospolitej Polskiej | Sejm V kadencji  | nr 10 | 21 101 (9,47%) |